# Красное (Старицкий район)
Кра́сное — деревня в Старицком районе Тверской области. В составе сельского поселения «станция Старица», до 2012 года центр Красновского сельского поселения.
Находится в 20 километрах к северо-западу от города Старица, на реке Холохольня.
Население по переписи 2002 года — 400 человек, 179 мужчин, 221 женщина.

## История

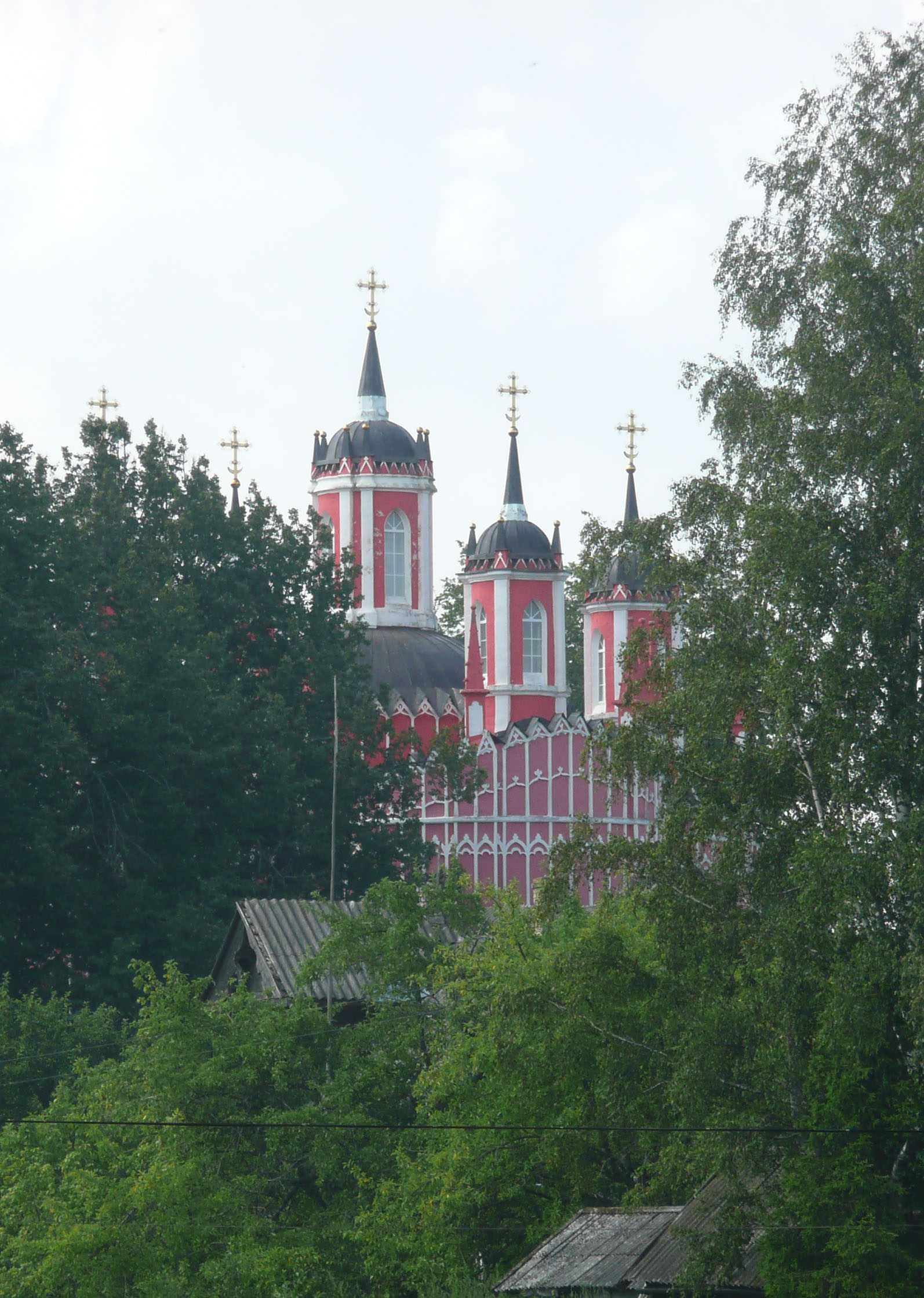
Церковь Спаса Преображения

Во второй половины XVIII века владельцем усадьбы в селе Красное Старицкого уезда стал М. Ф. Полторацкий, который решил взамен старой деревянной церкви построить новую, скопированную со знаменитой Чесменской церкви, сооружённой в 1777—1780 годах по повелению Екатерины II архитектором Ю. М. Фельтеном близ Петербурга. Строительство храма осуществлялось попечением и иждивением его супруги на протяжении пяти лет, и было закончено в 1790 году.
В конце XIX — начале XX века село Красное относилось к Братковской волости Старицкого уезда Тверской губернии. В 1886 году — 23 двора, 143 жителя.
Во время Великой Отечественной войны село было оккупировано 20 октября 1941 года, освобождено 30 декабря 1941 года.
В 1997 году в деревне Красное 163 хозяйства, 458 жителей. Администрация сельского округа, колхоз «Октябрь», средняя школа, ДК, библиотека, медпункт, отделение связи, магазин.

## Население
| 1859 | 1886 | 1989 | 2002 | 2010 |
| ---- | ---- | ---- | ---- | ---- |
| 160  | ↘143 | ↗443 | ↘400 | ↗401 |

## Достопримечательности
Красное входит в «Пушкинское кольцо Верхневолжья».
- Преображенская церковь (построена в 1790 году).
- Руины бывшего барского дома (2-я пол. XIX в.), пейзажный парк (XIX в.).
- Братская могила воинов Красной Армии (1941-42).